# Liste des sites Natura 2000 de Saône-et-Loire
Cet article recense les sites Natura 2000 de Saône-et-Loire, en France.

## Statistiques
La Saône-et-Loire compte 25 sites classés Natura 2000. 19 bénéficient d'un classement comme site d'intérêt communautaire (SIC), 6 comme zone de protection spéciale (ZPS).

## Liste
| Site | Type | ZNIEFF | Localisation | Superficie (ha) | Fiche     | Coordonnées                      | Photo                                            |
| --- | ---- | --- | --- | --------------- | --------- | -------------------------------- | ------------------------------------------------ |
| Bocage, forêts et milieux humides du bassin de la Grosne et du Clunisois                                           | SIC  | | | +44 208,        | FR2601016 | 46° 27′ 41″ nord, 4° 37′ 18″ est |                                                  |
| Bords de Loire entre Iguerande et Decize                                                                           | SIC  | | | +11 473,        | FR2601017 | 46° 30′ 31″ nord, 3° 51′ 40″ est |                                                  |
| Bresse jurassienne Nord                                                                                            | SIC  | | | +08 878,        | FR4301306 | 46° 52′ 47″ nord, 5° 29′ 10″ est |                                                  |
| Cavités à chauves-souris en Bourgogne                                                                              | SIC  | | | +01 801,        | FR2600975 | 46° 52′ 36″ nord, 4° 39′ 51″ est |                                                  |
| Dunes continentales, tourbière de la Truchère et prairies de la Basse-Seille                                       | SIC  | | Bantanges, Branges, Brienne, Cuisery, Huilly-sur-Seille, Jouvençon, La Genête, La Truchère, Lacrost, Loisy, Louhans, Préty, Rancy, Ratenelle, Romenay, Savigny-sur-Seille, Sornay | +03 055,        | FR2600979 | 46° 30′ 50″ nord, 4° 59′ 54″ est | Tourbière de La Truchère.                        |
| Étangs à cistude d'Europe du Charolais                                                                             | SIC  | | | +00310,         | FR2600993 | 46° 34′ 06″ nord, 4° 20′ 51″ est |                                                  |
| Forêt de Cîteaux et environs                                                                                       | SIC  | | | +13 284,        | FR2601013 | 47° 04′ 00″ nord, 5° 03′ 00″ est |                                                  |
| Forêt de Ravin et landes du vallon de Canada, barrage du Pont-du-Roi                                               | SIC  | | | +00332,         | FR2600998 | 46° 56′ 13″ nord, 4° 28′ 05″ est |                                                  |
| Forêts, landes, tourbières de la vallée de la Canche                                                               | SIC  | | | +00256,         | FR2600982 | 47° 00′ 06″ nord, 4° 05′ 13″ est |                                                  |
| Gîtes et habitats à chauves-souris en Bourgogne                                                                    | SIC  | | | +63 405,        | FR2601012 | 47° 25′ 52″ nord, 4° 36′ 49″ est |                                                  |
| Hêtraie montagnarde et tourbières du Haut Morvan                                                                   | SIC  | | | +01 040,        | FR2600988 | 47° 00′ 12″ nord, 4° 00′ 56″ est |                                                  |
| Landes sèches et milieux tourbeux du bois du Breuil                                                                | SIC  | | | +00356,         | FR2601008 | 46° 42′ 05″ nord, 3° 47′ 33″ est |                                                  |
| Massif forestier du mont Beuvray                                                                                   | SIC  | | | +01 006,        | FR2600961 | 46° 55′ 10″ nord, 4° 01′ 59″ est |                                                  |
| Pelouses calcicoles de la côte chalonnaise                                                                         | SIC  | Montagne de la Folie, pelouses de Chassey-le-Camp, montagne de l'Ermitage, Châtelet, pelouses de la Vierge, Chaumes, pelouses de Montagny-les-Buxy, mont Péjus, La Roche (communes de Chenôves, Fley, Saules et Culles-les-Roches), abords du bourg de Saules, Mont Saint-Roch | Rully, Chagny, Bouzeron, Remigny, Mercurey, Saint-Martin-sous-Montaigu, Givry, Saint-Denis-de-Vaux, Montagny-les-Buxy, Fley, Chenôves, Saint-Vallerin, Saint-Gengoux-le-National, Burnand, Curtil-sous-Burnand, Savigny-sur-Grosne, Chenôves, Fley, Saules, Culles-les-Roches        | +00912,         | FR2600971 | 46° 41′ 16″ nord, 4° 39′ 13″ est | Pelouses de Chassey-le-Camp.                     |
| Pelouses calcicoles du Mâconnais                                                                                   | SIC  | | Bussières, Fuissé, Leynes, Milly-Lamartine, Solutre-Pouilly, Vergisson | +00160,         | FR2600972 | 46° 18′ 01″ nord, 4° 43′ 17″ est | Une partie des pelouses sur la roche de Solutré. |
| Pelouses et forêts calcicoles de la côte et arrière-côte de Beaune                                                 | SIC  | | | +01 673,        | FR2600973 | 47° 00′ 48″ nord, 4° 42′ 35″ est |                                                  |
| Prairies et forêts inondables du Val de Saône entre Chalon-sur-Saône et Tournus et de la basse vallée de la Grosne | SIC  | | Baudrières, Beaumont-sur-Grosne, Boyer, Épervans, Gigny-sur-Saône, La Chapelle-de-Bragny, Laives, Lalheue, Lux, Marnay, Messey-sur-Grosne, Ormes, Ouroux-sur-Saône, Saint-Ambreuil, Saint-Cyr, Saint-Germain-du-Plain, Saint-Loup-de-Varennes, Santilly, Simandre, Varennes-le-Grand | +06 171,        | FR2600976 | 46° 42′ 49″ nord, 4° 54′ 24″ est | Prairies inondables du Val de Saône à Ormes.     |
| Prairies inondables de la basse vallée du Doubs jusqu'à l'amont de Navilly                                         | SIC  | | | +01 434,        | FR2600981 | 46° 55′ 36″ nord, 5° 13′ 55″ est |                                                  |
| Prairies, bocage, milieux tourbeux et landes sèches de la vallée de la Belaine                                     | SIC  | | | +03 518,        | FR2600980 | 46° 18′ 04″ nord, 4° 07′ 32″ est |                                                  |
| Basse vallée du Doubs et étangs associés                                                                           | ZPS  | | | +04 093,        | FR2612005 | 46° 54′ 39″ nord, 5° 13′ 38″ est |                                                  |
| Basse vallée de la Seille                                                                                          | ZPS  | | | +03 047,        | FR2610006 | 46° 30′ 50″ nord, 4° 59′ 54″ est |                                                  |
| Bresse jurassienne Nord                                                                                            | ZPS  | | | +08 653,        | FR4312008 | 46° 52′ 47″ nord, 5° 29′ 10″ est |                                                  |
| Forêt de Cîteaux et environs                                                                                       | ZPS  | | | +13 284,        | FR2612007 | 47° 04′ 00″ nord, 5° 03′ 00″ est |                                                  |
| Prairies alluviales de Saône-et-Loire et milieux associés                                                          | ZPS  | | | +08 980,        | FR2612006 | 46° 39′ 39″ nord, 4° 48′ 31″ est |                                                  |
| Vallée de la Loire d'Iguerande à Decize                                                                            | ZPS  | | | +24 770,        | FR2612002 | 46° 30′ 30″ nord, 3° 50′ 45″ est | La Loire entre Chambilly et Marcigny.            |